# Conspinaria bicolor
Conspinaria bicolor är en stekelart som först beskrevs av Baker 1917.  Conspinaria bicolor ingår i släktet Conspinaria och familjen bracksteklar. Inga underarter finns listade i Catalogue of Life.